# Sheikh Jamal Dhanmondi
Sheikh Jamal Dhanmondi jest klubem piłkarskim z Bangladeszu. Swoją siedzibę ma w mieście Dhanmondi, znajdującym się w stołecznej aglomeracji. Gra na stadionie Bangabandhu National Stadium. Obecnie występuje w I lidze.
W 2010 zespół awansował do Bangladesh League. W sezonie 2010/2011 klub zajął 1. miejsce wyprzedzając o 1 punkt drużynę Muktijoddha Sangsad Dhaka. Dzięki temu zespół wywalczył tytuł mistrza Bangladeszu jako beniaminek.

## Sukcesy
- Mistrzostwo Bangladeszu: 2010/2011